# Medalhistas olímpicos do golfe

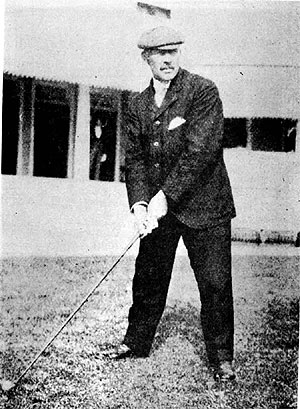
George Lyon foi campeão individual em Saint Louis 1904.

Segue a lista dos medalhistas olímpicos do golfe:

## Individual masculino
| Evento                         | Ouro                                 | Prata                              | Bronze                                                             |
| ------------------------------ | ------------------------------------ | ---------------------------------- | ------------------------------------------------------------------ |
| Paris 1900 (detalhes)          | Charles Sands USA Estados Unidos     | Walter Rutherford GBR Grã-Bretanha | David Robertson GBR Grã-Bretanha                                   |
| Saint Louis 1904 (detalhes)    | George Lyon CAN Canadá               | Chandler Egan USA Estados Unidos   | Burt McKinnie USA Estados Unidos Francis Newton USA Estados Unidos |
| Rio de Janeiro 2016 (detalhes) | Justin Rose GBR Grã-Bretanha         | Henrik Stenson SWE Suécia          | Matt Kuchar USA Estados Unidos                                     |
| Tóquio 2020 (detalhes)         | Xander Schauffele USA Estados Unidos | Rory Sabbatini SVK Eslováquia      | Pan Cheng-tsung TPE Taipé Chinês                                   |
| Paris 2024 (detalhes)          | Scottie Scheffler USA Estados Unidos | Tommy Fleetwood GBR Grã-Bretanha   | Hideki Matsuyama JPN Japão                                         |

## Individual feminino
| Evento                         | Ouro                               | Prata                               | Bronze                         |
| ------------------------------ | ---------------------------------- | ----------------------------------- | ------------------------------ |
| Paris 1900 (detalhes)          | Margaret Abbott USA Estados Unidos | Pauline Whittier USA Estados Unidos | Daria Pratt USA Estados Unidos |
| Rio de Janeiro 2016 (detalhes) | Inbee Park KOR Coreia do Sul       | Lydia Ko NZL Nova Zelândia          | Shanshan Feng CHN China        |
| Tóquio 2020 (detalhes)         | Nelly Korda USA Estados Unidos     | Mone Inami JPN Japão                | Lydia Ko NZL Nova Zelândia     |
| Paris 2024 (detalhes)          | Lydia Ko NZL Nova Zelândia         | Esther Henseleit GER Alemanha       | Lin Xiyu CHN China             |

## Equipes masculinas
| Evento                      | Ouro | Prata | Bronze |
| --------------------------- | --- | --- | --- |
| Saint Louis 1904 (detalhes) | Western Golf Association Edward Cummins Kenneth Edwards Chandler Egan Walter Egan Robert Hunter Nathaniel Moore Mason Phelps Daniel Sawyer Clement Smoot Warren Wood USA Estados Unidos | Trans-Mississippi Golf Association John Cady Albert Bond Lambert John Maxwell Burt McKinnie Ralph McKittrick Francis Newton Henry Potter Frederick Semple Stuart Stickney William Stickney USA Estados Unidos | United States Golf Association Douglass Cadwallader Jesse Carleton Harold Fraser Arthur Hussey Orus Jones Allen Lard George Oliver Simeon Price John Rahm Harold Weber USA Estados Unidos |